# Hipolit Jundziłł

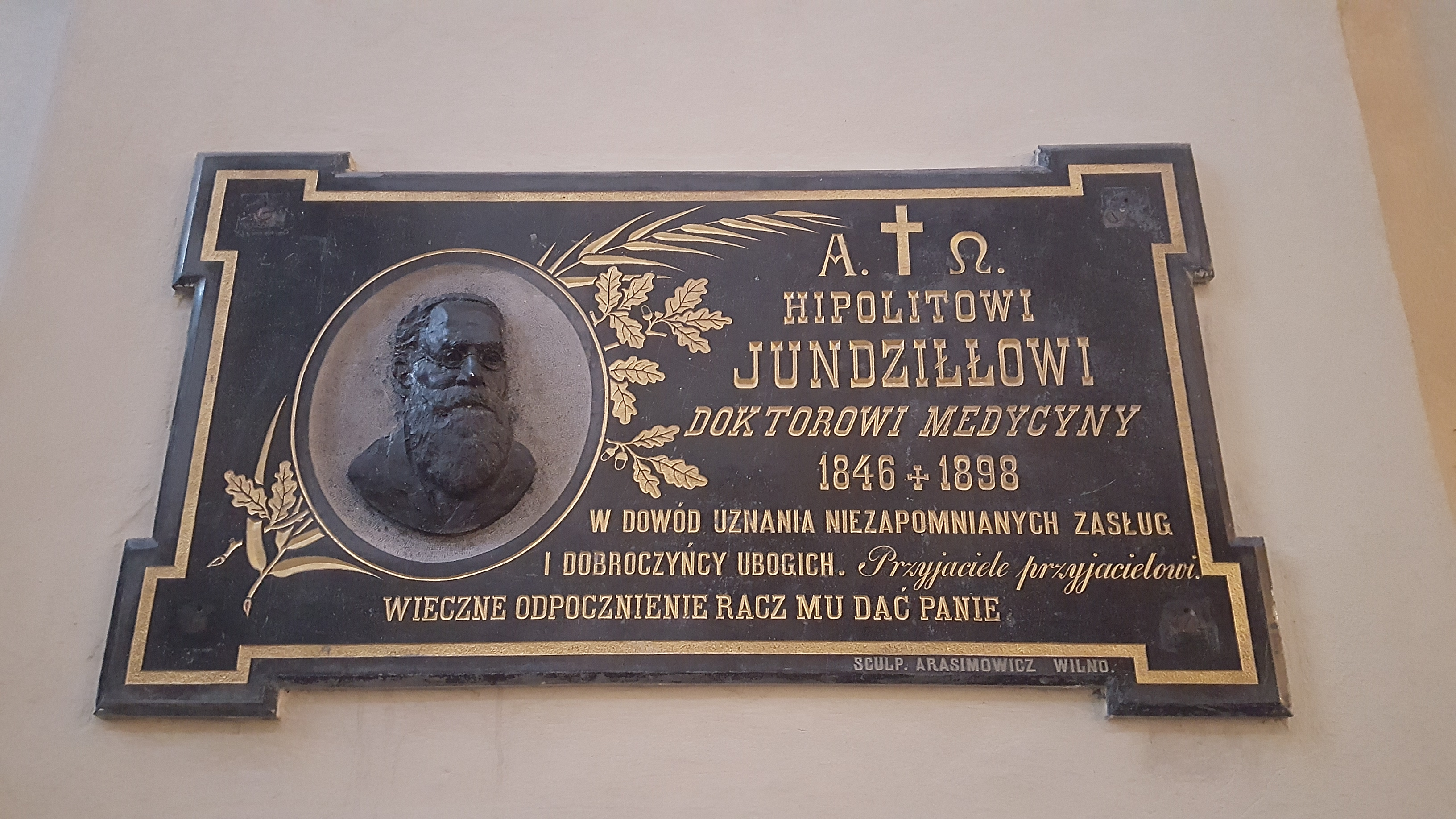
Tablica pamiątkowa Hipolita Jundziłła w Kościele św. Jakuba i Filipa w Wilnie

Hipolit Jundziłł (ur. 2 października 1846 w parafii Ejszyszki, zm. 18 kwietnia 1898 w Wilnie) – polski chirurg.
Urodził się 2 października 1846 w parafii Ejszyszki jako syn Adama Jundziłła. Jego krewnymi byli Stanisław Bonifacy Jundziłł i Józef Jundziłł. Od 1858 uczył się w Instytucie Szlacheckim w Wilnie, po jego zamknięciu przez władze rosyjskie w 1863 otrzymał świadectwo z opóźnieniem, w 1865 roku. W 1865 podjął studia na Uniwersytecie w Dorpacie, najpierw na wydziale zoologicznym, a po roku na lekarskim. Dyplom lekarza otrzymał w 1872 roku. 16 lutego 1874 został nadetatowym asystentem Szpitala miejskiego Sawicz w Wilnie przy ul. Bakszta 6. Od listopada 1875 pracował w Szpitalu miejskim św. Jakóba. Jako chirurg praktykował w tym szpitalu do 1882 roku. W 1882 został naczelnym lekarzem Szpitala Sawicz, na stanowisku tym pozostał przez kolejne dwanaście lat, do swojej śmierci w 1898. Został pochowany na cmentarzu Na Rossie w Wilnie.
Należał do Korporacji Akademickiej Konwent Polonia.